# Arthur Harold Stone
Pour les articles homonymes, voir Stone.
Ne doit pas être confondu avec le mathématicien Marshall Stone.
Arthur Harold Stone (1916–2000) est un mathématicien britannique, qui travailla principalement en topologie. Il épousa la mathématicienne américaine Dorothy Maharam.
On lui attribue la découverte du tout premier flexagone, un trihexaflexagone, lorsqu'il était encore étudiant à l'université américaine de Princeton en 1939. Sa première publication traitait de la quadrature du carré, et il faisait partie des mathématiciens qui publièrent sous le pseudonyme de Blanche Descartes. En 1946, il prouva le théorème d'Erdős-Stone, avec Paul Erdős. Il démontra également que tout espace métrisable est paracompact, en donnant une caractérisation de la paracompacité.